# Arte dell'Olocausto

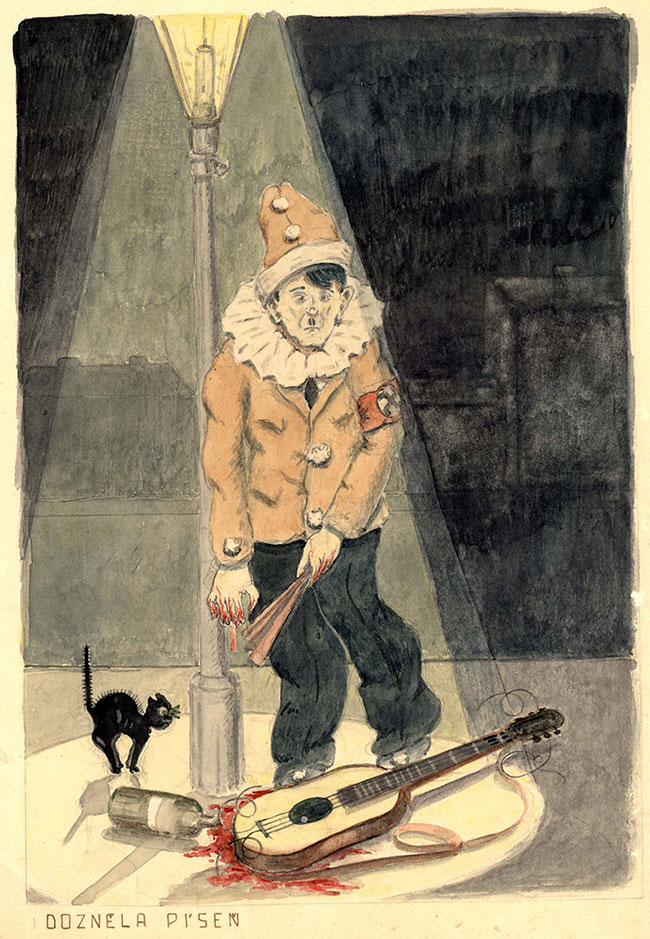
Das Lied ist aus (La musica è finita) (1944) di Pavel Fantl

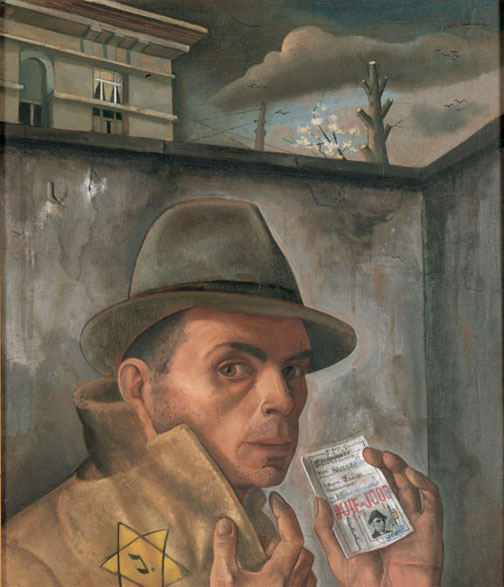
Autoritratto (1943) di Felix Nussbaum

L'arte dell'Olocausto è stata il prodotto dei tanti artisti che furono coinvolti nelle persecuzioni politiche e razziali messe in atto dalla Germania nazista e dai suoi alleati, tra il 1933 e il 1945. Anche nei ghetti, nei campi di concentramento, negli accampamenti dei partigiani e nei campi dei rifugiati, l'arte fu un modo per esprimere i contrastanti sentimenti di dolore e sgomento, rivolta e speranza delle vittime. Dopo la fine della seconda guerra mondiale essa è diventata, nei tanti monumenti, uno strumento della memoria per i superstiti dell'Olocausto e per le generazioni successive.

## Introduzione
Numerosi artisti furono coinvolti nell'Olocausto perché ebrei o in conseguenze delle loro idee politiche. L'arte stessa divenne terreno di scontro, facendosi il nazismo promotore di un proprio stile distintivo che bollava come "arte degenerata" l'espressionismo, l'astrattismo e ogni tendenza artistica anti-conformista. Gli artisti perseguitati reagirono usando la loro arte come una forma di resistenza spirituale e uno strumento di denuncia dell'oppressione.
La crocifissione bianca (1938) di Marc Chagall è il primo manifesto visivo di denuncia delle persecuzioni razziali antisemitiche, che nel dipinto acquistano valore universale ed "ecumenico" attraverso la loro associazione alla passione subita dal Gesù ebreo. Chagall, Arthur Szyk e Thomas Hart Benton furono tra coloro che negli Stati Uniti poterono liberamente mostrare le proprie opere. Per gli artisti trovatisi a vivere sotto l'occupazione nazista (come Felix Nussbaum, Charlotte Salomon e Carol Deutsch), la produzione artistica si svolge nella clandestinità, nell'ansia continua dell'arresto e della deportazione; la loro arte si preserva solo grazie alla complicità di amici ed estimatori.
Anche nei ghetti e nei campi di internamento, l'arte continua tenacemente a esistere: a Lodz con Josef Kowner, a Kovno con Esther Lurie e Jacob Lipschitz e soprattutto a Terezin con Bedřich Fritta, Leo Haas, Karel Fleischmann, Otto Ungar, Felix Bloch, Pavel Fantl, e molti altri. Sempre a Terezin Friedl Dicker-Brandeis dirige per i bambini prigionieri nel ghetto un programma d'arte, del quale analizza con lucidità il valore educativo e terapeutico. In Vilnius Alexander Bogen continua la propria attività artistica come comandante di una unità partigiana nella foresta. Coscienti dell'importanza della loro testimonianza per le generazioni future, gli artisti si preoccuperanno di lasciare le loro opere in nascondigli di fortuna, quando anche per loro giunga il momento della deportazione finale nei campi di sterminio o di lavoro coatto.
Dopo la liberazione furono molti coloro che diedero forma visiva alle loro memorie attraverso disegni e dipinti. L'arte ebbe per loro valore terapeutico, servendo al tempo stesso come testimonianza di accusa presso l'opinione pubblica e finanche nei processi. Tra i superstiti dell'Olocausto ci sono artisti già affermati come David Olère, Fernand Van Horen, Henri Pieck, Aldo Carpi, Zoran Mušič, Richard Grune e Alfred Kantor, e adolescenti di talento come Thomas Geve e Michal Kraus. L'ebreo russo Zinovii Tolkatchev fu tra i primi ad entrare come ufficiale dell'Armata Rossa nei campi di Majdanek e Auschwitz; la sua opera offre un'inedita prospettiva dalla parte dei liberatori. La memoria personale continuerà a segnare per decenni l'esperienza artistica di molti superstiti dell'Olocausto, come Jacob Vassover, Shimon Balicki, Yehuda Bacon, Alice Lok Cahana, Samuel Bak, Frank Meisler, e altri.
Con l'inaugurazione nel 1948 a Varsavia del monumento agli eroi del ghetto comincia la stagione dei grandi monumenti commemorativi, in se stessi concepiti come opere d'arte o impreziositi dalla presenze di opere di artisti famosi. I memoriali dell'Europa sovietica, costruiti secondo l'estetica del realismo socialista, si caratterizzano generalmente per la loro grandiosità e patriottismo e per l'essere dedicati collettivamente agli "eroi della Resistenza" e "vittime del fascismo", senza alcuna particolare specificazione etnica o religiosa. Solo in alcune opere traspare un'attenzione umana alle sofferenze individuali delle vittime, come nel gruppo "The Unbowed Man" in Bielorussia.
Dopo la caduta del muro di Berlino, nuovi imponenti memoriali sono eretti nei luoghi dell'Olocausto. Abbandonata la retorica sovietica che vedeva in ogni uomo e donna dell'Olocausto prima di tutto un combattente della grande Guerra Patriottica, la memoria rimarca ora più specificamente l'identità dei diversi gruppi coinvolti nell'Olocausto (ebrei, rom, prigionieri di guerra, dissidenti politici, disabili, omosessuali, ecc.). A prevalere sono i sentimenti del dolore, dell'abbandono che si esprimono nella descrizione di vittime innocenti, sorprese nella loro quotidianità di vita o evocate attraverso gli oggetti quotidiani da loro lasciati: un tavolo vuoto a Berlino, i vestiti appesi a Sofron, le sedie vuote nella piazze del ghetto di Cracovia, le scarpe abbandonate lungo la riva del Danubio a Budapest... Si ricordano con sempre maggiore frequenza anche coloro i quali hanno opposto resistenza all'Olocausto: ebrei come Janusz Korczak e Nicholas Winton, e "giusti tra le nazioni" come Raoul Wallenberg e Jan Karski.
Si formano nel frattempo le prime collezioni, pubbliche e private, dedicate all'arte dell'Olocausto. Al museo ebraico di Praga sono raccolti fin dal 1945 gli oltre 4.000 disegni dei bambini di Terezín, mentre dal 1953 numerose donazioni arricchiscono la Collezione d'arte dell'Istituto Yad Vashem a Gerusalemme. Si pubblicano le prime monografie sull'arte dell'Olocausto. Nel 2005 è inaugurato il Museo d'Arte di Yad Vashem che con oltre 10.000 opere è la più importante esposizione permanente di arte dell'Olocausto. Con il crescere dell'interesse nell'opinione pubblica, si moltiplicano anche le mostre. Una delle prime in Italia è quella organizzata dal 25 gennaio al 1º febbraio 2009 presso il Circolo La Speranza (ANPI) a Cassina de' Pecchi e intitolata: “Artisti dell'Olocausto. La collezione di Roberto Malini”. Nel 2016 la mostra "The Art of the Holocaust" presenta al Deutsches Historische Museum di Berlino oltre 100 opere prodotte tra il 1939 e il 1945 e viene inaugurata alla presenza del Cancelliere tedesco Angela Merkel.

## Opere d'arte e artisti (elenco parziale)

### 1930-1939
| Anno | Opera | Artista                  | Titolo                                          | Note |
| ---- | ----- | ------------------------ | ----------------------------------------------- | --- |
| 1938 |       | Marc Chagall (1887-1985) | Crocifissione bianca (Art Institute of Chicago) | L'ebreo Gesù diventa il simbolo delle sofferenze dell'intero popolo ebraico. Rifugiatosi negli Stati Uniti, Chagall tornò ancora sul tema nel 1942 con un altro celebre dipinto, la Crocifissione gialla. |

### 1940-1949
| Anno      | Opera | Artista                                       | Titolo                                                                        | Note |
| --------- | ----- | --------------------------------------------- | ----------------------------------------------------------------------------- | --- |
| 1940-1942 |       | Charlotte Salomon (1917-1943)                 | Vita? o Teatro?                                                               | Serie di 769 dipinti che illustrano il suo diario di vita, mentre a Nizza in Francia vive sotto la minaccia della deportazione, che la condurrà a morire ad Auschwitz nel 1943. |
| 1941-1942 |       | Carol Deutch (1894-1944)                      | Illustrazioni alla Bibbia                                                     | L'artista produsse questa serie di illustrazioni tra il 1941 e il 1942, in Belgio, durante l'occupazione tedesca. Arrestato con la moglie, fu deportato a Sachsenhausen e di lì a Buchenwald, dove morì nel dicembre 1944. |
| 1941      |       | Josef Kowner (1895-1967)                      | Una strada del ghetto di Łódź Yad Vashem Collection                           | Internato nel ghetto di Łódź, vi proseguì la propria attività artistica, fino alla deportazione ad Auschwitz nel 1944, a cui sopravvisse. |
| 1941-1944 |       | Bedřich Fritta (Friedrich Taussig; 1906-1944) | Una colonna parte dal tGhetto                                                 | A Theresiensdtadt l'artista esegue numerosi disegni, un gruppo dei quali fu rinvenuto nascosto dopo la guerra. Deportato a Auschwitz, Fritta vi muore nel 1944. |
| 1941-1944 |       | Jacob Lipschitz (1903–1945)                   | Mio fratello Gedalyahu                                                        | Internato nel ghetto di Kovno, l'artista produsse diverse opere che, nascoste, furono rinvenute dopo la guerra. Deportato a Dachau e a Kaufering, Lipschitz vi muore nel marzo 1945. |
| 1942      |       | Arthur Szyk (1894-1951)                       | The Anti-Christ                                                               | |
| 1942      |       | Thomas Hart Benton                            | Il seminatore                                                                 | Una denuncia delle atrocità naziste, da parte di un artista americano. |
| 1942-1947 |       | Leo Haas (1901-1983)                          | Disegni e Litografie                                                          | Haas è parte di un gruppo di artisti che a Teresin documentarono la vita del campo di concentramento. L'artista sopravvisse alla deportazione ad Auschwitz ed altri campi e dopo la guerra fu in grado di recuperare molte delle sue opere. |
| 1942-1944 |       | Karel Fleischmann (1897-1944)                 | Disegni                                                                       | Fleischmann è un altro artista che a Terezin continuò clandestinamente la propria attività di pittore e poeta. |
| 1943      |       | Felix Nussbaum (1904-1944)                    | Autoritratto con carta di identità ebraica                                    | Questo è solo uno dei molti dipinti dell'artista che hanno per oggetto la sua esperienza dell'Olocausto. |
| 1944      |       | Moritz Müller (1887-1944)                     | Rooftops in the Winter Yad Vashem Collection                                  | Müller produsse oltre 500 dipinti durante la sua permanenza a Theresienstadt. Fu ucciso a Auschwitz nel 1944. |
| 1944      |       | Pavel Fantl (1903-1945)                       | The Song is Over Yad Vashem Collection                                        | A Theresienstadt l'autore fece un ritratto sarcastico di Hitler come di un buffone con le mani intrise di sangue, la cui festa sta per finire. Deportato a Auschwitz, vi troverà la morte nel gennaio 1945. |
| 1944-1945 |       | Zinovii Tolkatchev (1903-1977)                | Kwiaty Oświęcimia (I fiori di Auschwitz)                                      | L'artista, ebreo russo e ufficiale dell'Armata Rossa, fu tra i primi a visitare i campi di Majdanek e Auschwitz; la sua opera offre un'inedita prospettiva dalla parte dei liberatori e fu ampiamente diffusa nel dopoguerra. |
| 1945      |       | David Olère (1902-1985)                       | Madre e figli all'ingresso della camera a gas                                 | Parte di una serie di opere in cui l'autore, che a Birkenau fece parte del Sonderkommando del crematorio III, ripercorre la propria personale esperienza. |
| 1945      |       | Thomas Geve (n.1929)                          | Qui non ci sono bambini - Un'infanzia ad Auschwitz                            | Collezione di 75 disegni nei quali l'autore, allora quindicenne, ripercorse le sue memorie nei campi di concentramento, mentre era ricoverato in ospedale dopo la liberazione. |
| 1945      |       | Fernand Van Horen (1909-2005)                 | Memorie dai campi di concentramento                                           | L'autore belga è un sopravvissuti ai campi di Esterwegen e Flossenbürg. Nelle due settimane seguenti alla liberazione, mentre recuperava le forze, produsse una serie di disegni rivisitando le proprie memorie. |
| 1945      |       | Aldo Carpi (1886-1973)                        | Gli ebrei all'ospedale di Gusen (Museo del Kibutz Lohamei Haghetaot, Israele) | Parte di una serie di disegni in cui l'autore, deportato politico italiano a Mauthausen e poi a Gusen, ripercorre la propria personale esperienza. |
| 1945      |       | Zoran Mušič (1909-2005)                       | L'impiccato                                                                   | Deportato a Dachau nel 1944, l'artista vi eseguì una serie di disegni, documentando la propria esperienza. |
| 1945-1947 |       | Michal Kraus (n.1930)                         | Diario                                                                        | L'autore, deportato da Terezin ad Auschwitz e altri campi, ricostruisce nell'immediato dopoguerra il proprio diario, arricchendolo con una serie di illustrazioni. |
| 1945-1947 |       | Richard Grune (1903-1983)                     | Passion des XX. Jahrhunderts                                                  | Arrestato come omosessuale fin dal 1934, Grune fu inviato nel 1937 al campi di concentramento di Sachsenhausen e quindi nel 1940 a quello di Flossenberg, dove rimase fino alla liberazione. Nel 1947 affidò le sue memorie ad una collezione di litografie. |
| 1948      |       | Natan Rapoport (1911-1987)                    | Monumento agli eroi del ghetto (Varsavia, Polonia)                            | Il monumento è composto da due facciate davanti e di dietro con due differenti sculture. La scultura della facciata "principale" (quella davanti) è dedicata agli eroi del ghetto con in primo piano, fra gli altri rivoltosi, l'eroe del ghetto Mordechaj Anielewicz. La seconda scultura (di dietro alla facciata principale del monumento) rappresenta uomini, donne e bambini che lottano tra le fiamme che lentamente divorano il ghetto e una processione di ebrei condotti ai campi di concentramento. Rapoport sarà autore nel dopoguerra di numerosi altri memoriali dell'Olocausto, in Israele e negli Stati Uniti. |
| 1948-1951 |       | Władysław Siwek (1907-1983)                   | La notte di Natale                                                            | Imprigionato nel campo di concentramento di Sachsenhausen (1944-45), negli anni 1948-1951 eseguì su commissione del Museo statale di Auschwitz-Birkenau, dipinti ad olio, acquerelli e disegni che illustrano il lavoro e la vita dei prigionieri. |

### 1950-1959
| Anno | Opera | Artista                    | Titolo                                                                 | Note |
| ---- | ----- | -------------------------- | ---------------------------------------------------------------------- | --- |
| 1951 |       | Natan Rapoport (1911-1987) | Statua di Mordechai Anielewicz (Yad Mordechai, Israele)                | Prima opera in Israele dell'autore del Monumento agli eroi del ghetto di Varsavia. |
| 1957 |       | Herman Wald (1906-1970)    | Memoriale dell'Olocausto (West Park Cemetery, Johannesburg, Sudafrica) | Il grandioso monumento ricorda le sei milioni di vittime dell'Olocausto. È l'unico memoriale del genere nel continente africano.                                                                     |
| 1958 |       | Fritz Cremer (1906-1993)   | Memoriale di Buchenwald                                                | Fritz Cremer prestò servizio nell'esercito tedesco durante la guerra. Come artista fu incaricato nel dopoguerra di erigere diversi memoriali per le vittime: a Mauthausen, Buchenwald e Ravensbrück. |

### 1960-1969
| Anno | Opera | Artista                         | Titolo                                   | Note |
| ---- | ----- | ------------------------------- | ---------------------------------------- | --- |
| 1960 |       | Jo Jastram (1928-2011)          | La marcia della morte                    | Memoriale delle marce della morte che nell'aprile 1945 condussero migliaia di prigionieri al campo di concentramento di Wöbbelin. Gravemente danneggiato nel 2002 da un atto di vandalismo, il bassorilievo è stato restaurato. |
| 1964 |       | Franciszek Duszenko, Adam Haupt | Memoriale di Treblinka (Polonia)         | Eretto sul luogo dove sorgeva il campo di sterminio di Treblinka |
| 1964 |       | Witold Cęckiewicz (n.1924)      | Memoriale di Płaszów (Cracovia, Polonia) | Eretto sul luogo dove sorgeva il campo di concentramento di Kraków-Płaszów |
| 1964 |       | Valentin Galochkin (1928-2006)  | Babij Jar                                | Progetto per un monumento in memoria del massacro di Babij Jar. |
| 1966 |       | Bogdan Bogdanović (1922-2010)   | Memoriale di Jasenovac (Croazia)         | |
| 1967 |       | Sergei Selikhanov (1917-1976)   | The Unbowed Man (Chatyn', Bielorussia)   | Il monumento rappresenta l'unico sopravvissuto del massacro di Chatyn' con in braccio il figlioletto morto. |
| 1968 |       | Nandor Glid (1924-1997)         | Memoriale di Dachau                      | Il monumento rappresenta dei deportati che presi dalla disperazione si gettano tra il filo spinato |
| 1969 |       | Wiktor Tołkin (1922-2013)       | Memoriale di Majdanek                    | Eretto nel luogo dove sorgono i resti del campo di concentramento di Majdanek presenta anche un grandioso mausoleo che contiene le cenere degli uccisi nel campo.                                                               |

### 1970-1979
| Anno | Opera | Artista                                                    | Titolo                                                          | Note |
| ---- | ----- | ---------------------------------------------------------- | --------------------------------------------------------------- | --- |
| 1971 |       | Jadwiga Janus, Ludwik Mackiewicz                           | Monumento del cuore spezzato (Łódź, Polonia)                    | In memoria dei bambini polacchi imprigionati e uccisi a Łódź nel campo di via Przemysłowa. Raffigura un ragazzo denutrito che si stringe idealmente a un cuore spezzato. |
| 1975 |       | Igael Tumarkin (n.1933)                                    | Memoriale dell'Olocausto (Tel Aviv, Israele)                    | |
| 1976 |       | Mychajlo Lyssenko (1906-1972), Victor Sukhenko (1941-1998) | Memoriale di Babij Jar (Kiev, Ucraina)                          | Memoriale ai "prigionieri di guerra" e ai "cittadini sovietici" uccisi nel massacro di Babij Jar.                                                                        |
| 1978 |       | Boris Saktsier (n.1942)                                    | Janusz Korczak e i bambini del Ghetto (Yad Vashem, Gerusalemme) | Il monumento ricorda il sacrificio di Janusz Korczak che volle accompagnare i bambini dell'orfanotrofio di Varsavia nel loro ultimo viaggio.                             |

### 1980-1989
| Anno | Opera | Artista                       | Titolo                                                             | Note |
| ---- | ----- | ----------------------------- | ------------------------------------------------------------------ | --- |
| 1980 |       | Pupino Samonà (1927-2007)     | Memoriale italiano di Auschwitz                                    | L'opera multimediale fu concepita come un percorso in cui i visitatori sono condotti come in un tunnel attraverso una spirale formata dalle tele dipinte da Pupino Samonà. Dalla sua originaria collocazione al Blocco 21 del campo di concentramento di Auschwitz l'opera è stata smontata nel 2016 per essere esposta permanentemente a Firenze. |
| 1982 |       | Mirosław Smorczewski          | Memoriale Korczak (Varsavia, Polonia)                              | Dedicato a Janusz Korczak e ai suoi studenti, è collocato al cimitero ebraico di Varsavia. Il modello originale in resina artificiale è stato sostituito da una copia in bronzo ed è ora conservato al Centro scolastico di Borzęciczki. |
| 1984 |       | Alfonsas Ambraziunas (n.1933) | Memoriale alle vittime dell'Olocausto (Kaunas, Lituania)           | L'enorme scultura ricorda le vittime del ghetto di Kovno (Kaunas, Lituania). |
| 1984 |       | George Segal (1924-2000)      | Memoriale dell'Olocausto (Legion of Honor Park, San Francisco, CA) | Uno dei primi monumenti all'Olocausto costruiti negli Stati Uniti. |
| 1985 |       | Mikhail Zvyagin (n.1931)      | Babij Jar                                                          | Olio su tela, 280x240 cm. in memoria del massacro di Babij Jar. |
| 1987 |       | Imre Verga (n.1923)           | Memoriale Wallenberg (Budapest, Ungheria)                          | La scultura ricorda l'opera di Raoul Wallenberg e la sua scomparsa. Una copia del monumento è stata collocata a Tel Aviv in Israele nel 2002. |
| 1988 |       | Joseph Sheppard               | Memoriale dell'Olocausto (Baltimora, MD)                           | Una scultura bronzea mostra le vittime come inglobate in una enorme palla di fuoco. Alle sue spalle è un muro di cemento la cui forma ricorda quella di un treno, con incise delle parole tratte dagli scritti di Primo Levi. |

### 1990-1999
| Anno | Opera | Artista                    | Titolo                                                             | Note |
| ---- | ----- | -------------------------- | ------------------------------------------------------------------ | --- |
| 1990 |       | Kenneth Treister (n.1930)  | Holocaust Memorial Miami Beach                                     | Uno dei più grandiosi memoriali dell'Olocausto sorge in Florida, stato dove risiede la più alta percentuale di superstiti dell'Olocausto. Al centro del complesso monumento è l'enorme braccio che emerge dal suolo come in una disperata richiesta di aiuto. |
| 1991 |       | Yury Avramovic (1931-2007) | Memoriale agli ebrei uccisi a Babij Jar                            | Una enorme menorah con bassorilievi in memoria delle vittime del massacro di Babij Jar. Nella sua breve storia il monumento è stato ripetutamente vandalizzato.                                                                                               |
| 1991 |       | Imre Verga (n.1923)        | Memoriale dell'Olocausto (Budapest, Ungheria)                      | La scultura ricorda la struttura di un salice piangente, sulle cui foglie sono scritti i nomi delle vittime. |
| 1994 |       | David Ascalon (n.1945)     | Memoriale dell'Olocausto (Harrisburg, Pennsylvania)                | |
| 1994 |       | Leonard Baskin (1922-2000) | Memoriale dell'Olocausto (Ann Arbor, Michigan)                     | La statua è collocata nel campus dell'Università del Michigan, nella piazza dedicata a Raoul Wallenberg che fu studente dell'Università. |
| 1994 |       | Josef Elgurt               | In Memory of the Holocaust (Museo ebraico di Riga)                 | |
| 1995 |       | Dee Clements               | Memoriale dell'Olocausto (Palm Springs, California)                | Sei gruppi di statue e 11 bassorilievi bronzei, raffiguranti scene dell'Olocausto. |
| 1995 |       | Stanley Saitowitz (n.1949) | Memoriale dell'Olocausto (Boston, MA)                              | Il memoriale è formato da sei torri di vetro, a ricordare i 6 milioni di ebrei vittime dell'Olocausto, i 6 campi maggiori campi di sterminio, i 6 bracci della menorah e i 6 anni di persecuzione (1939-1945).                                                |
| 1996 |       | Karl Biedermann            | Der verlassene Raum / La camera abbandonata (Koppenplatz, Berlino) | Il memoriale presenta un tavolo con due sedie vuote, suggerendo la scomparsa dei suoi abitanti. |
| 1997 |       | Don Briddell (b.1944)      | The Six Million (York, Pennsylvania)                               | Il gruppo statuario è collocato al Jewish Community Center di York, in Pennsylvania. È ispirato a Il quarto stato di Giuseppe Pellizza da Volpedo |
| 1997 |       | Philip Jackson (b.1944)    | Memoriale Wallenberg (Great Cumberland Place, Londra)              | Una statua in onore di Raoul Wallenberg. |

### 2000-2009
| Anno      | Opera | Artista                                                     | Titolo                                               | Note |
| --------- | ----- | ----------------------------------------------------------- | ---------------------------------------------------- | --- |
| 2000      |       | Marie Uchytilová (1924-1989)                                | Monumento alle vittime di Lidice (Repubblica Ceca)   | Il monumento a 82 bambini uccisi nella strage di Lidice fu concepito già negli anni 1980, ma le prime statue poterono essere realizzate solo a partire dal 1995 e completate nel 2000. |
| 2000      |       | Rachel Whiteread (n.1963)                                   | Memoriale dell'Olocausto (Vienna)                    | Il monumento, posto nella Judenplatz di Vienna, ricorda le 65.000 vittime della Shoah in Austria. |
| 2000      |       | Leonid Levin, Elsa Pollak                                   | L'ultimo viaggio (Minsk, Bielorussia)                | Il gruppo scultoreo raffigura la discesa degli ebrei di Minsk nella grande fossa comune dove furono uccisi a migliaia. |
| 2001      |       | Leonid Mogilevski (n.1931)                                  | Memoriale per i bambini di Bullenhuser Damm          | Memoriale dei bambini uccisi ad Amburgo, vittime di esperimenti pseudo-scientifici, tra i quali il piccolo Sergio De Simone. |
| 2001      |       |                                                             | Memoriale dei bambini di Babij Jar                   | Memoriale dei bambini uccisi nel massacro di Babij Jar. |
| 2002-2016 |       | Karol Badyna (n.1960)                                       | Panchine di Jan Karski                               | La prima delle panchine dedicate al "giusto tra le nazioni" polacco è collocata a Washington (2002). Varianti della stessa opere sono quindi poste a Kielce (2005), New York (2007), Łódź (2009), Tel Aviv (2009), Varsavia (2013), e Cracovia (2016).                                     |
| 2004      |       | Zurab Konstantinovič Cereteli (n.1934)                      | Memoriale dell'Olocausto (Odessa, Ucraina)           | L'opera è collocata al centro di un parco che ricorda l'Olocausto a Odessa. |
| 2004      |       | László Kutas (n.1936)                                       | Memoriale dell'Olocausto (Sopron, Ungheria)          | Gli abiti lasciati appesi dalle persone condotte alle "docce". |
| 2004      |       | Andrzej Solyga, Zdzislaw Pidek, Marcin Roszczyk             | Memoriale di Bełżec (Polonia)                        | Un sentiero di cemento attraversa un enorme campo di pietre spezzate. |
| 2005      |       | Peter Eisenman (n.1932)                                     | Memoriale dell'Olocausto (Berlino, Germania)         | Il Memoriale per gli ebrei assassinati d'Europa, edificato nell'area originariamente occupata dal palazzo e dalle proprietà di Joseph Goebbels, è composto da un campo di 2.711 stele ed accoglie ogni anno al Centro d'Informazione più di 500.000 visitatori provenienti da ogni nazione |
| 2005      |       | Can Togay, Gyula Pauer                                      | Scarpe sulla riva del Danubio (Budapest, Ungheria)   | L'opera è un gruppo scultoreo che raffigura delle scarpe poste sul ciglio della banchina della sponda del Danubio sul lato di Pest e ricorda un massacro di cittadini ebrei compiuto dai miliziani del Partito delle Croci Frecciate durante la seconda guerra mondiale.                   |
| 2005      |       | Piotr Lewicki, Kazimierz Latak                              | Memoriale del ghetto di Cracovia (Cracovia, Polonia) | Ancora un'opera che fa leva sull'assenza, piuttosto che sulla presenza. Dopo la liquidazione del ghetto di Cracovia, non sono rimaste che sedie vuote laddove un tempo era una fiorente comunità.                                                                                          |
| 2005      |       | Christine Tschager                                          | Memoriale del Lager di Bolzano (Bolzano, Italia)     | Una delle tre opere della giovane artista altoatesina che ricorda i detenuti del Campo di transito di Bolzano e specificatamente il luogo di trasporto di essi verso i Lager d'oltralpe.                                                                                                   |
| 2006      |       | Zbigniew Wilma (n.1930), Jan Bohdan Chmielewski (1927-2014) | Memoriale Korczak (Varsavia, Polonia)                | Il gruppo di statue raffigura Janusz Korczak e i suoi studenti, in piedi davanti ad un albero morto la cui forma richiama quella della menorah. È collocata sul luogo dove sorgeva l'orfanotrofio ebraico nel ghetto di Varsavia.                                                          |
| 2006-2011 |       | Frank Meisler (1925-2018)                                   | Kindertransport (Liverpool Station, Londra)          | Quello di Londra (Liverpool Station) è il primo gruppo di sculture collocate, tra il 2006 e il 2011, in varie stazioni europee a ricordo del Kindertransport. L'artista era stato uno di quei bambini ebrei giunti come rifugiati in Inghilterra dalla Germania.                           |
| 2008      |       | Alexandre Bogen (1916-2010)                                 | Memoriale ai partigiani ebrei (Latrun, Israele)      | Bogen era stato comandante partigiano in Estonia durante la seconda guerra mondiale ed già autore in quegli anni di numerose opere. Nel dopoguerra continua la propria attività artistica in Israele.                                                                                      |
| 2009      |       | Flor Kent (n.1961)                                          | Memoriale Winton (Praga, Repubblica Ceca)            | L'opera è parte di una serie di opere dell'artista dedicate al Kindertransport. Si distingue come tributo speciale a Sir Nicholas Winton, animatore principale dell'iniziativa a favore dei bambini dell'Olocausto.                                                                        |

### 2010-2019
| Anno | Opera | Artista                         | Titolo                              | Note |
| ---- | ----- | ------------------------------- | ----------------------------------- | --- |
| 2013 |       | Giorgio Ortona (n.1960)         | Triangoli neri                      | L'artista, ebreo, sceglie di ritrarre un altro gruppo di deportati, quelli contraddistinti dal triangolo nero: gli asociali.                                                                        |
| 2014 |       | Arik Brauer (n.1929)            | Memoriale di Wiener Neudorf         | Memoriale di prigionieri a Wiener Neudorf, sottocampo di Mauthausen-Gusen. |
| 2016 |       | Anatolij Ignaščenko (1930-2011) | Memoriale ai rom uccisi a Babij Jar | Il modello del memoriale, rappresentante un carro tradizionale dei rom, fu completato dall'artista nel 1995, ma solo nel 2016 fu autorizzata la collocazione della scultura nel parco di Babij Jar. |